# Museo civico di paleontologia
Il museo civico di paleontologia è un museo di Empoli con sede nello storico Palazzo Ghibellino in Piazza Farinata degli Uberti n. 7.

## Storia
Al fine di offrire un'adeguata struttura per la conservazione dell'ingente quantità di materiale raccolto nel corso degli anni dai membri del Gruppo Paleontologico e Mineralogico Empolese, nel 1989 il Comune di Empoli offrì il proprio supporto per l'istituzione di uno spazio museale con finalità espositive e didattiche, con sede nel Palazzo Ghibellino, affidandone la gestione all'Associazione GeA, un'organizzazione no-profit.

## Raccolte
L'insieme dei reperti custoditi all'interno del museo documenta oltre due miliardi di anni di storia della terra: vi sono rocce, frammenti di tronchi e oltre 30.000 fossili da ogni parte del mondo (in particolare quattro frammenti di ambra che racchiudono alcuni insetti). La maggioranza dei fossili non sono acquisizioni ma provengono dalle raccolte del gruppo archeologico, principalmente reperti risalenti al Mesozoico e al cenozoico rinvenuti in località toscane. Sono note in particolare le malacofaune (molluschi) recuperate nei giacimenti fossiliferi pliocenici che affiorano nei bacini idrogeografici della Toscana centro-meridionale (Arno, Cecina, Elsa, Ombrone), a riprova che l'intera zona era in un lontano passato una distesa marina dove solo alcuni rilevi montuosi emergevano come isole.

## Percorso espositivo
Il percorso espositivo del museo si articola nelle seguenti sale tematiche:
- sala "Ere geologiche", dedicata all'evoluzione della vita sul pianeta terra dall'era Era Primaria a quella Cenozoica;
- sala "Scienze della Terra", dedicata alla genesi del sistema solare, nonchė ai processi fisico-chimici alla base della vita e della biosfera, inclusa la fossilizazione e la teoria biogenica del petrolio;
- sala "Pliocene toscano", dedicata ai depositi marini pliocenici della Toscana;
- sala "Evoluzione paleoambientale del Valdarno", dedicata allo studio dei fossili ritrovati in zona dai volontari del Gruppo Paleontologico;
- sala "Ominazione" dedicata alla comparsa e all'evoluzione del genere umano.

Fra i supporti, oltre a documentazioni e illustrazioni, sono presenti un percorso tattile sensoriale (all'interno delle sale "Evoluzione del Valdarno" e "Ominazione") e due diorami a grandezza naturale raffiguranti rispettivamente la lotta tra un Velociraptor e un Protoceraptus e la caccia all'Ursus spelaeus (orso delle caverne) da parte dell'Uomo di Neandertal.

## Percorso didattico
Nel museo è presente anche un laboratorio di educazione ambientale. Alla semplice visita si possono affiancare incontri didattici in ambienti di interesse geo-paleontologico e naturalistico, quali le aree di Cava di Spicchio e di Arno Vecchio.

## Attività di ricerca
Presso il Museo ha sede il Centro studi delle Malacofaune Plio-Pleistoceniche della Toscana.